# Masahiro Hasemi
Pour les articles homonymes, voir Masahiro.
Masahiro Hasemi (長谷見 昌弘) est un ancien pilote automobile japonais né le 13 novembre 1945 à Tokyo. 

## Biographie
Après avoir commencé sa carrière par les courses de moto-cross, Hasemi passe aux compétitions automobiles à partir de 1964. Devenu une valeur sure des épreuves japonaises de GT et de Formule 2, il met à profit le premier Grand Prix du Japon de l'histoire en 1976 pour participer à la seule course de Formule 1 de sa carrière. Au volant de sa Kojima (une marque japonaise qui débute également en Formule 1) équipée de pneus Dunlop, il se qualifie à une honorable dixième place et termine onzième ; il se voit officiellement crédité du meilleur tour en course. 
La validité de ce meilleur tour est immédiatement discutée, tant le déroulement de la course a été confus et la direction de course parfois dépassée. Son meilleur tour a été signé officiellement au 25e tour, et ce, en se faisant dépasser par trois pilotes ce tour là, mettant donc le doute sur sa validité. Quelques jours plus tard, la Fédération automobile japonaise reconnaît une erreur de chronométrage et annonce que le meilleur tour en course a été réalisé par Jacques Laffite,.
De retour aux compétitions nationales japonaises, Hasemi remporte par la suite le championnat du Japon de Formule 2 en 1980, le championnat du Japon des voitures de Tourisme (JTCC) en 1989, 1991 et 1992 ainsi que le championnat du Japon de Sport-Proto en 1992. En 1992, il remporte également au sein d'un équipage entièrement japonais les 24 heures de Daytona, sa seule grande victoire internationale.
Depuis qu'il a raccroché son casque en 2001, Hasemi n'a pas quitté le milieu du sport automobile puisqu'il a monté sa propre structure (Hasemi Motor Sport), qui engage des voitures dans le championnat Super GT.

## Résultats en championnat du monde de Formule 1
| Saison | Écurie             | Châssis | Moteur      | Pneumatiques | GP disputé | Points inscrits | Classement |
| ------ | ------------------ | ------- | ----------- | ------------ | ---------- | --------------- | ---------- |
| 1976   | Kojima Engineering | KE007   | Cosworth V8 | Dunlop       | Japon      | 0               | n.c.       |

## Palmarès
- Vainqueur du championnat du Japon de Formule 2 en 1980
- Vainqueur du championnat du Japon de Tourisme en 1989, 1991 et 1992
- Vainqueur des 24 heures de Daytona en 1992